# Gold aus heißer Kehle
Gold aus heißer Kehle (englischer Originaltitel: Loving you) ist ein US-amerikanischer Musikfilm von Hal Kanter aus dem Jahr 1957. Er beruht auf der Geschichte A Call From Mitch Miller von Mary Agnes Thompson. Es war der zweite Spielfilm und erste Farbfilm, in dem Elvis Presley eine Rolle übernahm.

## Handlung
Glenda Markle ist die Managerin von Walter „Tex“ Warner und seinen Musikern. Sie und Tex waren einst verlobt und verheiratet, sind inzwischen geschieden, doch liebt Walter Glenda noch immer. Beide tingeln mit dem Politiker Jim Tallman auf Wahlkampftour über die Dörfer, von dem sie seit mehreren Wochen keinen Lohn mehr erhalten haben, und träumen von den Auftritten in großen Städten, die sie einst bestritten.
Bei einem Halt in einem Dorf wird ihnen der junge Deke Rivers als Sänger empfohlen. Der arbeitet als Transporteur und singt nur widerstrebend mit Tex und seiner Band. Während sich die älteren Bewohner des Dorfes wenig erfreut über die Musik zeigen, reagieren die jungen Frauen begeistert. Glenda engagiert Deke, beendet den Vertrag mit Tallman und zieht fortan mit Deke, der jungen Sängerin Susan sowie Tex und der Band auf eigene Faust über die Dörfer. Wird Deke anfangs immer aus dem Publikum geholt und als Bewohner des Dorfes präsentiert, um die Sympathie des Publikums zu gewinnen, zeigt sich bald, dass das gar nicht nötig ist: Das junge Publikum liegt ihm zu Füßen. Deke und Glenda schließen heimlich einen Vertrag ab, der sie zu seiner Managerin macht.
Deke steigt innerhalb der Band auf. Er wird nun gleichberechtigt mit Tex bei der Ankündigung der Show genannt, erhält den gleichen Lohn, tritt sofort auf der Bühne auf und erhält eine eigene Gitarre. Glendas geschickte Vermarktung bezieht auch die Presse mit ein, die zunehmend mit kleinen Skandälchen rund um Deke versorgt wird. Glenda inszeniert Schlägereien zwischen aufgebrachten Müttern und euphorischen Töchtern und überrascht Deke mit einem Groupie in seiner Garderobe – auch dieses Foto findet seinen Weg in die Zeitungen. Deke jedoch hat längst in der jungen Susan eine Freundin gefunden. Als er nach Auftritten in Amarillo einige Tage frei erhält, fährt er mit Susan zu ihren Eltern aufs Land. Er gesteht ihr seine Liebe.
Glenda jedoch will Deke weiter vermarkten. Sie lässt Tex seine Lebensversicherung auflösen, um von dem Geld ein teures Cabrio zu kaufen. Vor Deke behauptet sie, dass eine Ölmillionärin ihn habe singen hören und ihm daher das Auto geschenkt habe. Sie zwingt Deke, seinen Urlaub bei Susan vorzeitig zu beenden, da sie ihn der Öffentlichkeit mit dem Auto präsentieren will. Deke erfährt auch, dass Glenda für ihn ein im Fernsehen übertragenes Ein-Mann-Konzert in der Freegate Civic Hall nahe Dallas organisiert hat – ohne die Band und Susan, die entlassen wurden. Auf der Fahrt nach Freegate erzählt Deke Glenda von seiner Vergangenheit: Seine Eltern habe er früh durch ein Unglück verloren, er sei in einem Waisenhaus groß geworden. Von dort sei er geflüchtet und habe sich am Ende auf einem Friedhof wiedergefunden. Auf einem Grabstein stand der Name „Deke Rivers“ und der Spruch „Er war allein, bis auf wenige Freunde, die um ihn trauern“. Er nahm Dekes Namen an und sei seitdem auf der Suche nach Freunden gewesen, die er nun in Glenda, Tex und auch Susan zu finden gehofft hatte.
In Freegate kommt es zunächst zu Problemen, wird Dekes Auftritt doch auf Druck der Mütter des Ortes verboten. Erst Glendas Einsatz kann das Verbot aufheben. Kurz bevor die Live-Fernsehaufnahme beginnt, erfährt Glenda, dass Deke abgereist ist. Schon am Vorabend wollte er abreisen, da er das Gerede über ihn und die schmutzige Presse nicht mehr aushielt. Glenda gestand ihm, wie viel er ihr bedeutet und er blieb. Nun jedoch hat er von Tex erfahren, dass dieser mit Glenda einst verlobt und verheiratet war und nun quasi für Deke fallengelassen wurde. Er reist ab. Während die Live-Sendung beginnt und zahlreiche Personen aus Dekes Vergangenheit ihre Sicht auf ihn darlegen, holt Glenda den flüchtenden Deke ein. Sie gesteht ihm, dass viele Dinge, die in der Presse erschienen sind, von ihr fingiert wurden und dass das Auto auch nur Teil einer Werbekampagne war. Sie sagt, sie habe ihn in allem belogen, aber nicht in der Voraussage, dass er seinen Weg machen würde. Sie zerreißt den gemeinsamen Vertrag. Deke erkennt, dass er und nicht Glenda sein Schicksal in der Hand hat. Er kehrt rechtzeitig zurück, um in der Fernsehsendung aufzutreten. Der Auftritt wird ein Erfolg. Deke bittet nun Glenda und Tex, ihn gemeinsam neu unter Vertrag zu nehmen. Er trifft Susan wieder, die in der Fernsehsendung zu Wort kam und der er bei seinem Auftritt einen Song gewidmet hatte. Beide fallen sich in die Arme und auch Glenda und Tex werden wieder ein Paar.

## Produktion
Der Film wurde vom 21. Januar bis zum 8. März 1957 in den Paramount-Studios gedreht. Die Außenszenen entstanden auf einer Farm unweit von Hollywood. Die Filmpremiere fand am 10. Juli 1957 im Strand Theatre in Memphis statt. Elvis Presley wird in der deutschen Fassung von Rainer Brandt synchronisiert.
Der ursprünglich vorgesehene Filmtitel war The Lonesome Cowboy. Während der Dreharbeiten änderte sich der Titel in Running Wild, bevor anschließend Stranger in Town und danach Something for the Girls als Filmtitel vorgesehen waren. Erst dann fiel die Wahl auf den Titelsong Loving You. Elvis Presley singt zudem die Titel Got A Lot O' Livin' To Do, (Let's Have A) Party, (Let Me Be Your) Teddy Bear, Hot Dog, Lonesome Cowboy und Mean Woman Blues. Dolores Hart, die in Gold aus heißer Kehle ihr Filmdebüt gab, singt den Titel Detour.
Auf Vorschlag von Regisseur Hal Kanter sind Presleys Eltern Vernon und Gladys als Statisten während des abschließenden Konzerts im Publikum zu sehen. Nach Gladys’ Tod 1958 sah sich Presley den Film daher nie wieder an. Von „bad girl“ Jana Lund erhält Elvis hier seinen ersten Leinwandkuss.

## Kritik
Der film-dienst befand:

„Nach dem überflüssigen Versuch, der zweiten Spielhälfte einige dunkel-dramatische Akzente zu geben […] führt der Film seinen Helden Elvis zum freundlich-sentimentalen Happy-End mit der liebenswürdig einfachen Partnerin Dolores Hart. […] Das ist mit einigem Schwung und in glatten Farben ins Bild gebracht worden. Darstellerische Leistungen wird niemand erwarten. […] im Unterschied zu manchem Vorgänger ist dies ein relativ harmloser Unterhaltungsfilm für die Freunde einschlägiger Musik.“

Das vom film-dienst 1990 herausgegebene Lexikon des Internationalen Films bezeichnete Gold aus heißer Kehle als „Starfilm rund um Elvis Presley, ganz auf den Zeitgeschmack Jugendlicher ausgerichtet. Die gefühlstriefende Handlung kann man vergessen, aber es gibt einige authentische Rock’n’Roll-Nummern für Elvis-Fans.“
kino.de schrieb, Elvis Presley „deutet […] sein schauspielerisches Talent an - dessen Weiterentwicklung in den sechziger Jahren vor allem durch banale Drehbücher verhindert wurde“.